# Lepidoblepharis heyerorum
Espèce
Lepidoblepharis heyerorum est une espèce de geckos de la famille des Sphaerodactylidae.

## Répartition
Cette espèce se rencontre au Brésil et en Guyane.

## Description
C'est un gecko terrestre, diurne et insectivore. Il est de forme longiligne, de couleur marron avec des bandes et lignes plus claires sur le dos. La couleur de base devient plus sombre vers la queue.

## Étymologie
Cette espèce est nommée en l'honneur de William Ronald Heyer et de son épouse Miriam Heyer.

## Publication originale
- Vanzolini, 1978 : Lepidoblepharis in Amazonia (Sauria, Gekkonidae). Papéis Avulsos De Zoologia (São Paulo), vol. 31, n. 13, p. 203-211.